# Juraj Žuffa
Juraj Žuffa (Košice, 2 settembre 1959) è un ex cestista e allenatore di pallacanestro cecoslovacco, dal 1993 slovacco.

## Carriera
Con la Cecoslovacchia ha disputato una edizione dei Campionati mondiali (1982) e quattro dei Campionati europei (1981, 1983, 1985, 1987).

## Palmarès

### Giocatore
- Campionato cecoslovacco: 3

Slavia VŠ Praga: 1980-81, 1981-82
Inter Bratislava: 1984-85